# Georgische Legion
La legione georgiana (in tedesco: Georgische Legion, in georgiano: ქართული ლეგიონი, k'artuli legioni) è stata un'unità della Wehrmacht durante la seconda guerra mondiale, composta da soldati di etnia georgiana. Al suo interno erano presenti emigrati e prigionieri di guerra, il cui scopo era quello di far sì che la Georgia diventasse indipendente dall'Unione Sovietica. Alcuni componenti della legione finirono sotto il controllo delle Waffen-SS.
Rispetto agli appartenenti ad altre etnie presenti in Unione Sovietica, i georgiani inizialmente ebbero un trattamento di favore da parte dei tedeschi. Questo perché i georgiani erano classificati come ariani, ed anche perché diversi accademici georgiani, come Alexander Nikuradse e Michael Achmeteli, erano consulenti dei leader nazisti come Alfred Rosenberg.
La percezione dei georgiani, comunque, iniziò a peggiorare alla luce di una serie di defezioni e della crescente paranoia di Hitler. Questi non aveva fiducia nei georgiani perché: "I georgiani non sono turchi, piuttosto una tipica tribù caucasica, probabilmente con del sangue nordico al loro interno...Gli unici che considero essere affidabili sono i puri musulmani, il che significa le reali nazioni turche." Hitler presuppose che, essendo Stalin di etnia georgiana, ed essendo la RSS Georgiana autonoma, i georgiani sarebbero stati più vicini all'Unione Sovietica che alla Germania nazista.
Venendo messi davanti alla difficilissima scelta tra Hitler ed il brutale regime di Stalin, i membri della legione spesso subirono un destino terribile. È noto infatti che durante la rivolta georgiana di Texel, centinaia di georgiani furono uccisi dai nazisti. Quelli che riuscirono a sopravvivere, furono fatti forzatamente rimpatriare in Unione Sovietica e condotti nei Gulag su ordine di Stalin.

## Storia
L'unità fu formata durante la seconda guerra mondiale da emigrati georgiani che si erano stabiliti in Europa occidentale dopo l'invasione sovietica della Georgia nel 1921 e dai prigionieri di guerra georgiani che preferirono combattere per la Germania piuttosto che perire nei campi di prigionia tedeschi.
La Germania nazista invase l'Unione Sovietica nel giugno del 1941, ma non  raggiunse mai la RSS Georgiana. La legione georgiana fu formata ufficialmente nel dicembre 1941. I georgiani furono addestrati in Ucraina occidentale e divennero operativi nell'autunno del 1942. Almeno 30.000 georgiani servirono nella legione durante la seconda guerra mondiale. I georgiani servirono in 13 battaglioni, ognuno composto da 800 uomini, a sua volta ciascuno diviso in 5 compagnie, tutte inquadrate nell'Ost-Bataillon. Le formazioni militari georgiane erano comandate da Shalva Maglakelidze, Michel-Fridon Zulukidze, Col. Solomon Nicholas Zaldastani e da altri ufficiali provenienti dalla vecchia Repubblica Democratica di Georgia. 

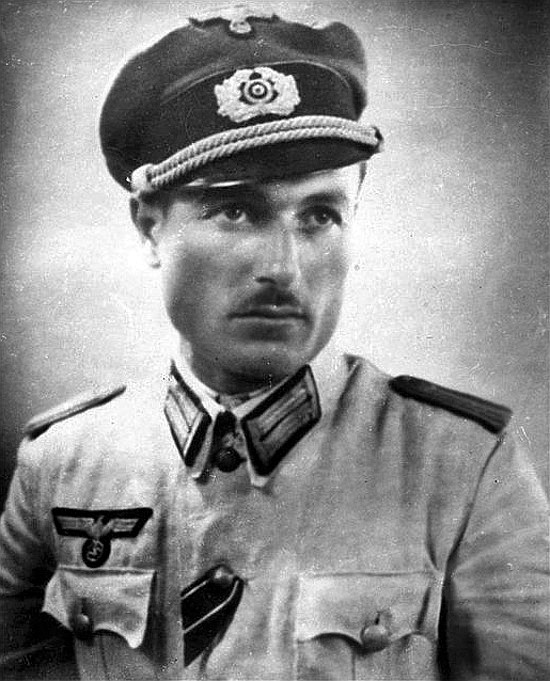
Shalva Loladze, leader della rivolta di Texel.

La creazione dell'unità fu largamente ostacolata dall'intervento di Alfred Rosenberg. Hitler era molto sospettoso dei georgiani e di altri battaglioni di provenienza sovietica. Ciò specialmente in seguito a diverse defezioni commesse da parte di soldati georgiani della Wehrmacht che si unirono a movimenti di resistenza di tutta Europa, specialmente in Italia e Francia. Nonostante questi sospetti, Alexander Nikuradze, Michael Achmeteli ed altri accademici georgiani, con un'ottima reputazione in Germania, riuscirono a garantire ai propri connazionali trattamenti di favore da parte del Reich.
Come risultato della sfiducia di Hitler verso gli Ost-Bataillon, alcuni battaglioni georgiani furono trasferiti sul fronte occidentale, più precisamente nei territori occupati dei Paesi Bassi. A seguito dello sbarco in Normandia, con gli Alleati che si dirigevano verso la Germania, l'822 Battalion di stanza nell'isola olandese di Texel, sì ribellò ai tedeschi. La battaglia che ne risultò, la rivolta georgiana di Texel, iniziata il 5 aprile 1945, si concluse solo il 20 maggio. Tale evento è ricordato come l'ultima battaglia combattuta sul suolo europeo. 

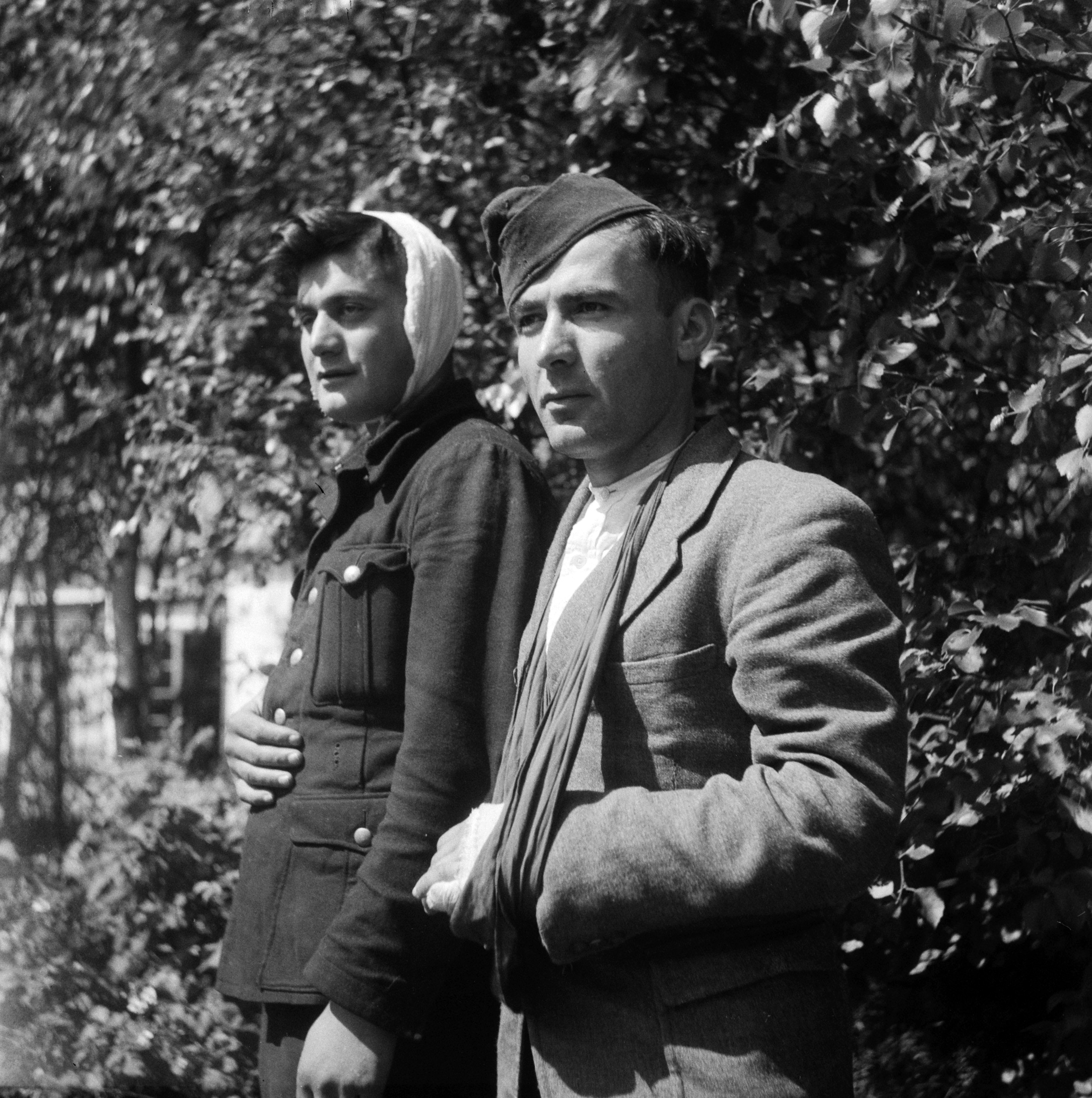
Soldati georgiani feriti a Texel nel 1945.

In base agli accordi stretti tra gli Alleati, tutti i cittadini sovietici furono fatti rimpatriare in Unione Sovietica. I sovietici trattarono tutti coloro che avevano indossato le uniformi della Wehrmacht come traditori. Furono puniti al loro ritorno in patria, con molti esiliati nei gulag in Siberia ed in Asia centrale.

## Lista delle unità
(non include il Genio, le SS, e la Luftwaffe)
- 795 Battalion "Shalva Maglakelidze" - Operazioni: 1942 in Ossezia, 1943 in Francia
- 796 Battalion - Operazioni: 1942/43 in Nord Caucaso
- 797 Battalion "Giorgi Saakadze" - Operazioni: 1943/44 in Francia
- 798 Battalion "Re Erekle II Bagrationi" - Operazioni: 1943/44 in Francia
- 799 Battalion "Re David Bagrationi-Aghmashenebeli" - Operazioni: 1943/44 in Francia
- 822 Battalion "Regina Tamara" - Operazioni: 1943/44/45 in Francia e a Texel (Paesi Bassi)
- 823 Battalion "Shota Rustaveli"
- 824 Battalion "Ilia Ch'avch'avadze" - Operazioni: 1944 a Leopoli, Polonia